# Palača Ribeira
Palača Ribeira (portugalska izgovorjava: [ʁiˈbɐjɾɐ]; portugalsko Paço da Ribeira) je bila približno 250 let glavna rezidenca portugalskih kraljev v Lizboni. Njeno gradnjo je ukazal portugalski kralj Manuel I., ko je ugotovil, da je grad São Jorge neprimeren. Kompleks palače je bil deležen številnih rekonstrukcij in rekonfiguracij od prvotne manuelinske zasnove, ki se je končala s svojo končno manieristično in baročno obliko.
Palača Ribeira, kot tudi večina mesta Lizbona, je bila uničena v potresu leta 1755. Po potresu je vladajoči monarh, kralj Jožef I. Portugalski, trpel za klavstrofobijo in se odločil preživeti preostanek svojega življenja v skupini paviljonov v hribih Ajude, zato palača ni bila nikoli obnovljena.
Danes je na mestu nekdanje palače glavni trg Lizbone, Praça do Comércio. Trg se še vedno popularno imenuje Terreiro do Paço ('dvorišče/trg palače'), kar spominja na zdaj uničeno kraljevo rezidenco.

## Zgodovina

### Manuelinska doba
Po obleganju Lizbone leta 1147 so portugalski monarhi uporabljali palačo Alcáçova na gradu São Jorge kot svojo rezidenco v Lizboni, ki je postala dokončna prestolnica Portugalske šele leta 1225. Skozi leta so različni portugalski monarhi dodali palači Alcáçova in do takrat, ko je portugalski kralj Manuel I. nasledil prestol, je bila palača Alcáçova velika, a utesnjena, kompleksna, in se ni ujemala z okusom kralja Manuela I. Z njegovimi donosnimi dobički iz portugalskega monopola na področju trgovine z začimbami se je kralj Manuel I. lotil gradbenega podviga, prenovil lizbonsko pokrajino in začel z gradnjo nove kraljeve palače.
Gradnja palače je bila končana leta 1498. Nova palača naj ne bi stala na visokem in zlahka zaščitenem trdnjavskem hribu, kot je bila palača Alcáçova, ampak je bila zgrajena na obrežju reke Tajo, kar ji je dalo ime palača Ribeira ali palača ob reki. Nova kraljeva palača je bila v osrčju renesančne Lizbone, ki je zaradi svoje pomembnosti v trgovini z začimbami in dobi odkritij postala eno najpomembnejših mest in pristanišč v vsej Evropi. Palača Ribeira je bila poleg ladjedelnice Ribeira das Naus in v bližini vseh večjih lizbonskih trgovskih hiš.
Leta 1502 je bila palača zgrajena dovolj, da se je portugalski kraljevi dvor lahko začel seliti. Leta 1508 je kralj Manuel I. začel širitvena dela na palači, ki so se končala leta 1510 in za glavnega arhitekta projekta imenoval Dioga de Arrudo. Kralj je bil v vseh manirah absolutist in si je prizadeval koncentrirati vso svojo moč v palači Ribeira, tako da je držal portugalske Cortese in namestil Casa da Índia, cesarsko upravo, v obzidje palače.
Palača kralja Manuela I. in njegovih naslednikov do kralja Henrika I. Portugalskega je bila prava palača portugalske renesanse. Zgrajena v manuelinskem slogu je med drugim palača vključevala različna krila, lože, balkone, vrtove in dvorišča. Glavna loža palače, ki je gledala na Terreiro do Paço, je sledila slogu, ki ga je uporabljal kralj Manuel I. v mnogih svojih palačah, predvsem v kraljevi palači Évora.
Zaščitni znak palače, ne le v manuelinskem obdobju, ampak v vsej njeni zgodovini, je bil njen kraljevi stolp v južnem krilu. V obdobju manuelin je bila v stolp nameščena Casa da Índia, ki je dvignila veliko skulpturo portugalskega kraljevega grba na zunanjosti stolpa, obrnjenega proti reki. Od leta 1525 je kralj Ivan III. sponzoriral niz povečav in prenov palače, ki je predvsem spremenila Kraljev stolp, ga razširila in odprla velik balkon, obrnjen proti reki Tajo.
V obdobju manuelin, ko je Portugalski vladala hiša Avižanov, je portugalska renesansa resnično zacvetela, palača Ribeira pa je bila eno od njenih središč. Bila je svetilnik za umetnike, znanstvenike, navigatorje in plemiče iz vse Portugalske in Evrope. V palači Ribeira je leta 1515 Gil Vicente, oče portugalskega in španskega gledališča, prvič izvedel svojo igro Quem Tem Farelos? za kralja Manuela I. V palači so se predstavili tudi drugi veliki portugalski in evropski umetniki in učenjaki, vključno z Luísom de Camõesom, portugalskim dramatikom, Cristóvãom de Moraisom, portugalskim slikarjem, in Pedrom Nunesom, portugalskim matematikom in kraljevim učiteljem.

### Filipova doba
Ko so Habsburžani leta 1580 prevzeli prestol, je na novo priznani portugalski kralj Filip I. začel obsežno serijo gradenj in prenov po vsej Portugalski, da bi obnovil kraljestvo po vojni za portugalsko nasledstvo. Med svojim triletnim bivanjem v Lizboni, od 1580 do 1583, je kralj Filip I., ki je vladal tudi kot kralj Kastilije, Aragonije in Neaplja, razmišljal o tem, da bi Lizbono spremenil v cesarsko prestolnico svoje vseevropske monarhije in cesarstva.
Da bi Lizbona bolje ustrezala ekstravagantnemu dvoru kralja Filipa I., je ta odredil preureditev in razširitev palače Ribeira pod vodstvom Filipeja Terça, mojstra kraljevih del. Odločil se je posodobiti palačo in ji odstraniti njen zgodnjerenesančni, manuelinski slog ter načrtovati in preurediti palačo v monumentalen, organiziran manieristični kompleks. Vrhunec Filipove obnove je bila rekonstrukcija in razširitev Kraljevega stolpa, ki je trinadstropni manuelinski stolp spremenila v petnadstropni manieristični stolp, skupaj z observatorijem in enim od največjih kraljevih knjižnic v vsej Evropi. Da bi polepšal palačo, je monarh naročil več umetnikom, kot so Correggio, Peter Paul Rubens in najbolj znani, Tizian, ki je naredil ogromno sliko na stropu kraljeve knjižnice, ki prikazuje Filipa II., ki drži globus in je okronan.
Ko je kralj Filip I. leta 1583 zapustil Lizbono, je palača Ribeira postala uradni sedež portugalskega sveta in rezidenca portugalskih podkraljev. Naslednika kralja Filipa I., kralja Filipa II. in kralja Filipa III., nista nadaljevala z njegovo dediščino poudarjanja pomena Lizbone, temveč sta svojo portugalsko prestolnico obiskala le ob redkih slovesnih priložnostih. Toda vsakič, ko sta kralj Filip II. in kralj Filip III. obiskala palačo Ribeira, sta ukazala zgraditi slavnostni lok za Terreiro do Paço v palači, ki je dosegel vrhunec v veliki seriji ali slavolokih zmage in obrednih lokih do konca Filipovega obdobja.

### Brigantinska doba
Drugi kralj, ki je izboljšal palačo, je bil Ivan V. Portugalski, ki je vložil velike vsote – pridobljene iz rudnikov zlata v kolonialni Braziliji – za povečanje in olepšanje palače Ribeira. Kralj Ivan V. se je odločil, da ne bo zgradil nove palače v prestolnici iz nič zaradi denarnih težav in negodovanja dvora, zato se je posvetil palači Ribeira. Prvotno manuelinsko kapelo so spremenili v veličastno baročno cerkev, palača pa je dobila še eno kraljičino krilo, vzporedno s prejšnjim, ki so ga naročili Italijanu Antoniu Cannevariju. Kasneje v stoletju je kralj Jožef I. ob palači zgradil kraljevo operno hišo, ki jo je zasnoval Italijan Giuseppe Bibiena.
Ópera do Tejo, slovesno odprta leta 1755, je trajala le nekaj mesecev. 1. novembra 1755 je močan potres ter posledični cunami in požar uničil palačo in večino Lizbone. Kraljeva knjižnica s 70.000 zvezki, ki je bila shranjena v palači, in stotine umetnin so bili izgubljeni. Kraljevi arhivi so izginili skupaj s podrobnimi zgodovinskimi zapisi o raziskovanjih Vasca da Game in drugih zgodnjih pomorščakov. Kralj Jožef I. ni bil v palači in je preživel. Njegov predsednik vlade, 1. markiz Pombal, je usklajeval obsežna prizadevanja za obnovo, ki so privedla do centra Pombaline v Lizboni. Kraljeva družina je zapustila območje Ribeira in se preselila v palače na območjih Ajuda in Belém.
Stari trg palače (Terreiro do Paço) je povzročil nov trg, trg Pombaline Commerce (Praça do Comércio). Dva stolpa na vogalih trga še vedno spominjata na stari stolp palače Ribeira.